# وولفگانگ نوردویگ
وولفگانگ نوردویگ (انگلیسی: Wolfgang Nordwig؛ زادهٔ ۲۷ اوت ۱۹۴۳) ورزشکار پرش با نیزه اهل آلمان بود.
وی در مسابقات کشوری و بین‌المللی در مجموع برندهٔ ۲ مدال طلا شده‌است.